# Mats Rosenhed
Mats Rosenhed (ur. 6 stycznia 1965) – szwedzki curler, syn Evy Rosenhed.
Jako otwierający w zespole Petera Larssona z Örebro Curlingklubb Rosenhed triumfował w mistrzostwach Szwecji juniorów w sezonie 1985/1986. Reprezentował kraj na mistrzostwach świata juniorów. Zespół z Örebro z bilansem 5 wygranych i 4 przegranych w Round Robin uczestniczył w barażach przeciwko Norwegii (Bjørn Ulshagen). Szwedzi zakwalifikowali się do fazy play-off wynikiem 9:5, w półfinale przegrali 6:7 z Kanadą (Kevin Martin). Ostatecznie wywalczyli brązowe medale zwyciężając 12:7 nad Niemcami (Dieter Kolb).

## Drużyna
|           | Czwarty      | Trzeci        | Drugi          | Otwierający   |
| --------- | ------------ | ------------- | -------------- | ------------- |
| 1985/1986 | Örjan Erixon | Peter Larsson | Krister Olsson | Mats Rosenhed |